# Stéphanos Charalambidis
Le Métropolite Stéphanos de Tallinn et de toute l'Estonie est, depuis son élection le 9 mars 1999, l'actuel primat de l'Église orthodoxe apostolique d'Estonie, placée sous la juridiction du Patriarcat de Constantinople.

## Biographie
Né le 29 avril 1940 à Bukavu alors nommée Costermansville, dans le Congo belge, actuellement République démocratique du Congo, Mgr Stéphanos (Christakis Charalambidès, pour l'état-civil), est issu d'une famille chypriote. Il suit ses études primaires chez les frères Maristes, et secondaires chez les Jésuites. Envisageant de devenir médecin, il poursuit d'abord une année d'études à l'Université catholique de Louvain, en Belgique, avant de choisir définitivement la voie ecclésiastique.

### Action épiscopale en France
En 1960, il commence des études de théologie à l'Institut Saint-Serge à Paris, et étudie en même temps le monachisme ancien à l'École des Hautes études de la Sorbonne. En 1963, il sert comme diacre auprès de l'évêque de cet Institut et durant cinq ans, il accompagne la jeunesse franco-hellénique dans des camps de vacances et des monastères pour des semaines de retraite spirituelle, expérience qui approfondit la qualité de son contact avec les jeunes, et la connaissance des problèmes que pose leur initiation à la spiritualité orthodoxe. Il est ordonné prêtre en 1968 puis archimandrite. La diversité de ce cursus scolaire et universitaire explique la triple culture, grecque, française et russe de Mgr Stéphanos.
En 1972, il est envoyé à Marseille comme vicaire épiscopal général pour tout le sud de la France par le métropolite Mélétios. Il a alors sous sa responsabilité un territoire comprenant une trentaine de lieux de culte. Il soutient entre autres le petit monastère Notre-Dame de La Faurie dans les Hautes-Alpes, et fonde en 1979 la paroisse des saints Côme et Damien près d'Avignon. À partir de 1981, il est responsable de l'émission Orthodoxie diffusée sur les ondes de France Culture ; un choix de ces homélies radiophoniques sera publié en 1992 sous le titre Une saison en orthodoxie. En octobre 1983, il devient le nouveau recteur de la paroisse orthodoxe grecque saint Spyridon de Nice. En 1987, il est nommé président de la commission orthodoxe pour les médias ; il est, avec le cardinal Roger Etchegaray, un des cofondateurs de Radio-Dialogue, la radio des chrétiens de Marseille. Il effectue de très nombreux déplacements dans plusieurs paroisses et monastères du Midi méditerranéen, assistant aux fêtes patronales des églises orthodoxes de Nîmes, Port-de-Bouc, Perpignan, ou Montpellier, entre autres. Dès janvier 1987, l'archimandrite Stéphanos est élevé au rang d'évêque avec le titre prestigieux de Nazianze, et officiellement consacré le 25 mars de la même année dans la cathédrale orthodoxe grecque saint Étienne à Paris, puis le 5 avril suivant en la cathédrale orthodoxe russe de Nice.
Tout en continuant à publier de nombreux ouvrages et articles dans diverses revues où il approfondit sa réflexion théologique sur les problèmes éthiques soulevés par la société et la science modernes (mariage, écologie, embryon…), il devient le secrétaire de la Conférence des évêques orthodoxes en France. Il représente le Métropolite orthodoxe de France ainsi que le Patriarcat œcuménique de Constantinople dans plusieurs rencontres internationales. De 1990 à 1999, il enseigne la patrologie au Grand Séminaire catholique de Nice.
En novembre 1995, à l'occasion de la visite en France du Patriarche Bartholomée Ier de Constantinople, il organise les étapes de ce voyage à Marseille, Nice et dans la principauté de Monaco. Pendant le carême 1997, il est envoyé, à la demande du Patriarche, en mission en Estonie, afin de visiter les paroisses orthodoxes de ce pays.

### Métropolite de Tallinn et de toute l'Estonie
Le Congrès de l’Église orthodoxe d’Estonie l’ayant élu primat de ce pays le 9 mars 1999, Mgr Stéphanos est intronisé dans la Basilique de la Transfiguration à Tallinn, le 21 mars suivant, en présence du Premier ministre Mart Laar et de toutes les autorités religieuses du pays. Mais les relations avec les représentants du diocèse orthodoxe russe d’Estonie seront tendues pendant de longues années, en raison de la revendication par le Patriarcat de Moscou des biens de l’Église spoliés sous Staline : le 17 août 2000, le Saint-Synode de l’Église orthodoxe de Russie ira jusqu'à mettre en quarantaine deux Églises orthodoxes, en déclarant persona non grata le Métropolite Stéphanos ainsi que le Métropolite Jean de Carélie, primat de Finlande.
En 2014 et 2015, il représente son Église en tant que délégué fraternel lors des premier et second synodes des évêques sur la famille.

## Œuvres
- Rév. Archim. Stéphanos Charalambidis, La tradition orthodoxe grecque, Textes choisis, présentés et traduits, C.L.D. 1983.
- Monseigneur Stéphanos, Ministères et charismes dans l'Église orthodoxe, Desclée de Brouwer, 1988.
- Monseigneur Stéphanos, Une saison en orthodoxie, L'année liturgique sur Radio-France Orthodoxie, éditions du Cerf, 1992  (ISBN 978-2204045537)
- Monseigneur Stéphanos, Premier regard sur l'orthodoxie, éditions du Dauphin, 1994.
- Métropolite Stéphanos de Tallinn et de toute l'Estonie et Jean-François Jolivalt, La véritable histoire des Orthodoxes d'Estonie, Paris, L'Harmattan, 2012, 367 p. (ISBN 978-2-336-00626-0)